# الغراس (الضالع)
الغراس هي إحدى قرى الجمهورية اليمنية. وهي تتبع جغرافيًا لمحافظة الضالع. وإداريًا لمديرية دمت. يبلغ تعداد سكانها 1028 نسمة حسب الإحصاء الذي جرى عام 2004.
وهي من بين قرى عزلة آل عمر والذي تظم العزلة قرية الفارد والقران والغول والاغيد والقائمة وحصن الميدمة وشيخها شيخ العزلة والمخلاف الشيخ محسن مانع المرقب وتوجد قرية الغراس علي خط شارع جبن دمت وهي أحد القرى الغنية في معالمها الاثرية كونها كانت مراكز لعاصمة الدولة الطاهريه
ولزيارت الموقع حسب خرائط جوجل
https://maps.google.com/maps?q=4QCJ%2BVJ9%2C%2BR6%2C%2B%D8%AF%D9%85%D8%AA%D8%8C%2B%D8%A7%D9%84%D9%8A%D9%8E%D9%85%D9%8E%D9%86&sll=14.121247224346689,44.78056244552135